# سورين برترام
سورين برترام (بالألمانية: Sören Bertram) (5 يونيو 1991 بأويلتسن في ألمانيا - ) هو لاعب كرة قدم ألماني في مركز الوسط. شارك مع منتخب ألمانيا لكرة القدم تحت 18 سنة ومنتخب ألمانيا تحت 19 سنة لكرة القدم ومنتخب ألمانيا تحت 20 سنة لكرة القدم. أما مع النوادي، فقد لعب مع نادي آوغسبورغ ونادي بوخوم ونادي هامبورغ ونادي هالشر ونادي هامبورغ 2 ‏ وVfL Bochum II ‏.

## وصلات خارجية
- سورين برترام على موقع قاعدة بيانات كرة القدم.إي يو (الإنجليزية)
- سورين برترام على موقع بيانات كرة القدم. دي إي (الألمانية)
- سورين برترام على موقع Soccerway.com (الإنجليزية)
- سورين برترام على موقع عالم كرة القدم.نت (الإنجليزية)